# Іванов Микита (ювелір)
Іванов Микита — український золотар 18 століття. Працював у м. Глухів (тепер Сумської області).

## Праці майстра
Виконував замовлення Миколи Ханенка. В документах згадується в 1732 році.

## Родина
Його брат Остап Іванов також був майстром.